# Teofilius Matulionis
Teofilius Matulionis (Molėtai, 22. lipnja 1873. – Šeduva, 20. kolovoza 1962.) bio je litavski katolički prelat. Posvećen je za biskupa u tajnosti i većinu je godina biskupovanja proveo u zatvoru. Proglašen je blaženim 2017. godine.

## Životopis
Djelovao je više godina kao svećenik u Sankt-Peterburgu. Sovjeti ga zatvaraju od 1923. do 1925., a zatim i od 1929] do 1933. godine. Nakon povratka u Litvu bio je glavni vojni kapelan. Godine 1943. imenovan je biskupskim ordinarijem u Kaišiadorysu. Od 1946. do 1956. bio je ponovno zatvoren. Umro je 1962. godine.

### Članci
- Dulskis, Romualdas. 2004. Sadašnje stanje Crkve u Litvi. Crkva u svijetu. Sveučilište u Splitu - Katolički bogoslovni fakultet. Split. 39 (3): 411–423